# Смородський заказник
Смородський — ентомологічний заказник місцевого значення. Об'єкт розташований на території Люботинської міської громади Харківського району Харківської області, село Смородське.
Площа — 3 га, статус отриманий у 1984 році.
Охороняється ділянка лучно-степової рослинності у балці зі струмком, що впадає в річку Уди. На південно-східному схилі балки зростають угруповання лучних степів, на днищі - болотистих луків. Заказник підтримує існування рідкісних видів комах: богомол звичайний, красотіл степовий, коник-севчук, вусач-коренеїд хрестоносець, махаон, джміль моховий.